# 東経システム
株式会社東経システムは、東京都港区三田に本社を置く、福祉・介護系システムの開発および販売、運用支援を行う企業である。

## 沿革
- 1986年11月 - 青森県八戸市に「株式会社 東経システム」設立
- 1989年4月 - Hello元気シリーズ発売
- 1994年4月 - 盛岡支店開設
- 2001年4月 - 仙台営業所開設
- 2001年9月 - 神戸支店開設
- 2003年4月 - 東京営業所開設
- 2003年4月 - 福祉見聞録シリーズ発売
- 2005年5月 - 仙台営業所を支店に格上げ
- 2007年3月 - 私募債発行(全額岩手銀行引受)
- 2007年5月 - 本社を東京都港区三田に移転
- 2008年2月 - 仙台支店移転
- 2008年11月 - 大阪支店を開設し、神戸支店と統合
- 2010年10月 - ISO9001:2008認証取得
- 2011年7月 - 仙台支店移転
- 2012年6月 - 私募債発行(全額岩手銀行引受)
- 2014年6月 - プライバシーマーク付与認定
- 2018年10月 - ISO9001:2015認証取得
- 2020年1月 - 大阪支店移転

## 支店
- 東京本社
〒108-0073 東京都港区三田1丁目4-28 三田国際ビル12F
- 大阪支店
〒530-0001 大阪府大阪市北区梅田3丁目4-5 毎日新聞ビル11F
- 仙台支店
〒980-0013 宮城県仙台市青葉区花京院1丁目1-20 花京院スクエア15F
- 盛岡支店
〒020-0021 岩手県盛岡市中央通1丁目7-25 朝日生命盛岡中央通ビル7F
- 八戸支店
〒039-1166 青森県八戸市根城6丁目21-30

## 主な製品
- 福祉見聞録シリーズ
  - 生活支援システム（利用者の様子やケア記録などを登録。職員間情報共有のための掲示板機能あり。業務支援システム）
  - 栄養計算システム
  - 栄養ケア・マネジメントシステム
  - 預かり金システム
  - 会計システム
  - 給与システム
  - 勤務割自動作成システム
  - 自立支援施設請求システム
  - 相談支援システム